# Processo espinhoso
É o processo que origina-se na parte posterior do arco da vértebra e se projeta posteriormente.

## Vértebras que não possuem Processo Espinhoso
A primeira vertebra Cervical C1 ou Atlas é a unica vértebra que não possui processo espinho com exceção das vértebras fusionadas.

## Vértebras que possuem Processo Espinhoso
A partir da vértebra C3 até a vértebra C6 existe Processo Espinhoso Bifurcado ou Bífido, e a partir da vértebra C7 até a L5 o mesmo deixa de ser bifurcado.

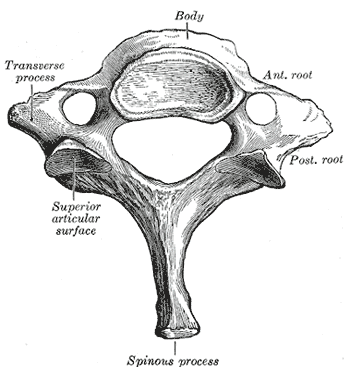
Processo espinhoso na região inferior da figura.